# Silkeborggade
 Der er for få eller ingen kildehenvisninger i denne artikel, hvilket er et problem. Du kan hjælpe ved at angive troværdige kilder til de påstande, som fremføres i artiklen.

Silkeborggade er en ca. 500 meter lang gade på Østerbro, der løber fra Melchiors Plads (ved Nordre Frihavnsgade) over Århusgade til Vordingborggade.
Gaden er en stille sidegade uden egentlige forretninger men med flere kontorer og foreninger.
Den ældste del af gaden blev navngivet efter den jyske købstad Silkeborg allerede i 1889. Det første stykke, der havde dette navn, var dog alene stykket mellem Viborggade og Århusgade. Ved senere nybyggeri er gaden fortsat nordpå, helt til Vordingborggade i 1908 og 1913. Stykket mellem Gammel Kalkbrænderivej og Viborggade havde indtil 1943 sit eget navn; Esbjerggade. Stykket syd for dette var indtil 1943 en del af Melchiors Plads.
At Silkeborggade er forlænget og udvidet i forskellige omgange kan ses på byggelinjen, for husenes facader flugter ikke med hinanden.
Der ligger en lille plads, Silkeborg Plads, omtrent halvvejs på gaden, foran bygningen Silkeborghus med en lille legeplads. Her lå tidligere et par små butikker; et ismejeri, en dameskrædder og et lille bageri. Der er stort set udelukkende beboelse i op til 4-5 etager i gaden, men etageejendommene er ret forskelligartede og fra forskellige perioder, de få butikker, der ligger der i dag er tre malerbutikker og en antikvitetsbutik.
I 1950’erne var gaden derimod fuld af liv og småhandlende, her er et lille udsnit:
1: Her lå en købmand. 5: Et sæbeudsalg og en cigarhandler. 6: Ismejeri og skønhedssalonen Daniella. 7: Frisørsalonen Elegance. 9: Manufakturhandel og frugthandleren Torvehytten. 13: Cigarhandler. 15: Købmand. 19: Skomager. 21: Automekaniker. 26: Fotograf. 27: Blikkenslager. 28: Østerbro Brændselsforretning. 33: Købmand. 35: Rulleforretning.
Hele Østerbro er groft sagt fra 1890’erne. Bydelen er dermed en smule senere end andre bydele, som Nørrebro og Vesterbro, der er fra 1870’erne og 1880’erne. Hermed blev den en anelse bedre bygget og bebyggelsen større og lysere. Det var et resultat af en strammere byggelovgivning, der blev vedtaget i 1889. Silkeborggade er et godt eksempel på, hvad man fik ud af det, da den er anlagt fra 1890’erne og fremefter.
Den begynder på Melchiors Plads, en lille brostensbelagt plads med bænke, et springvand, et pissoir, og en håndfuld butikker. Den er opkaldt efter den indflydelsesrige jødiske grosserer Moritz G. Melchior, som handlede med varer fra Vestindien. Det siges at de lindetræer der står på pladsen egenhændigt er plantet af J. W. Krause, der har lagt navn til den nærliggende gade, Krausesvej, og således er fra 1800-tallet.
Københavns Kommunes Østerbro-afdeling af Agenda 21 holder til i Silkeborggade 2.
- Nr. 2, 2. sal: Her boede tidligere maleren R. Brun Jørgensen.